# Stanisław Ratusiński
Stanisław Ratusiński (ur. 19 marca 1935 w Mielcu, zm. 2 czerwca 2001 w Zielonej Górze) – polski szybownik, pilot sportowy, instruktor, doktor nauk wychowania fizycznego, wykładowca akademicki.

## Życiorys
Urodził się w Mielcu jako syn Mariana Ratusińskiego (malarz pokojowy, malarz amator) i Feliksy Ratusińskiej z domu Frączkiewicz. Jego matka odeszła od ojca kilka lat po urodzeniu syna i spędziła życie z żonatym majorem Władysławem Naprawą, odznaczonym Krzyżem Virtuti Militari za obronę Modlina. Chłopcem zajmowali się głównie dziadkowie ze strony matki.

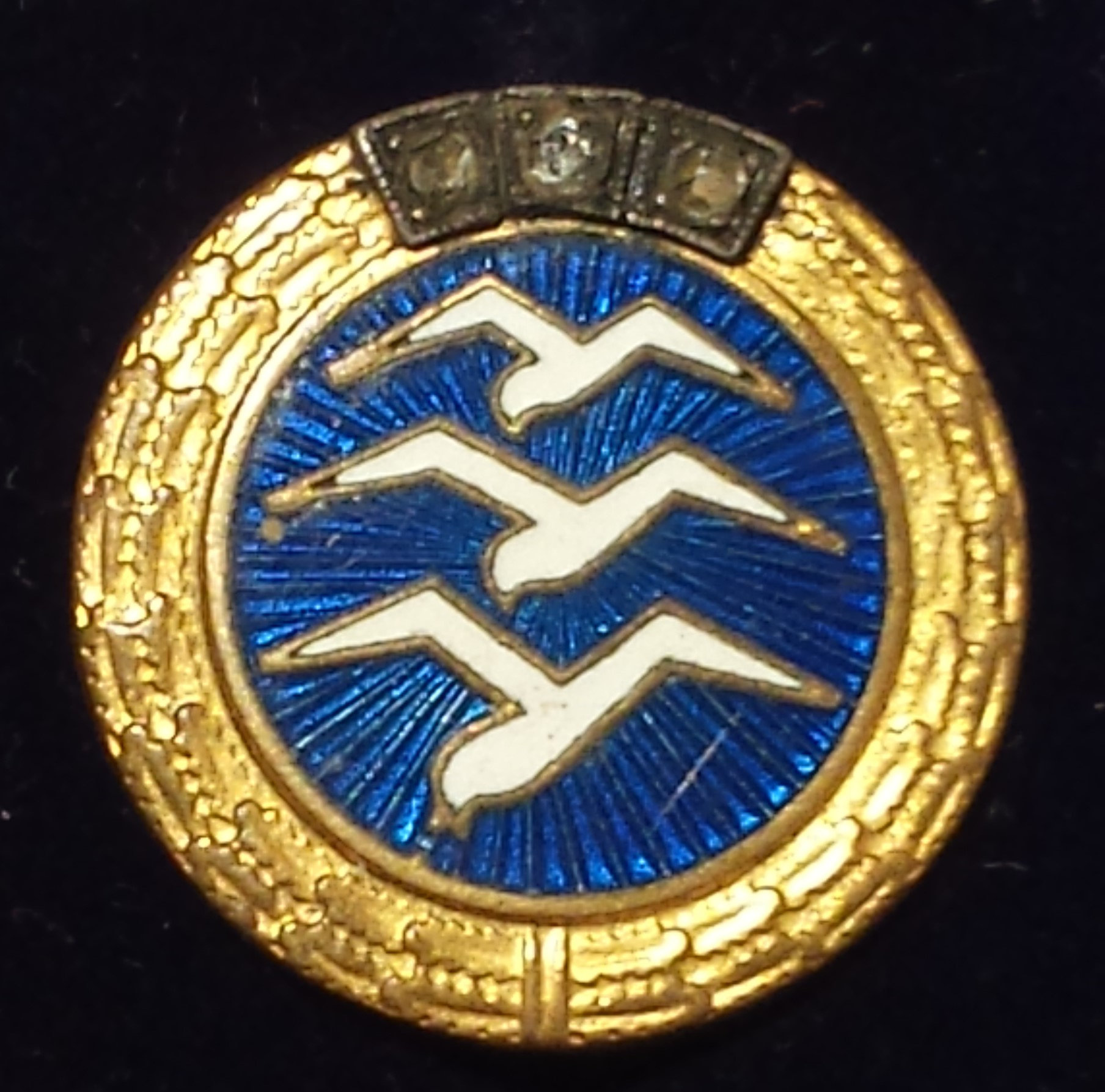
Diamentowa Oznaka Szybowcowa, nr 42, 1959 rok.

W wieku 17 lat zmienił imię na Grzegorz i podając się na lotnisku za sierotę rozpoczął szkolenie pilota szybowcowego. Dwa miesiące później zdobył licencję, a w wieku 19 lat był już kierownikiem Sekcji Szybowcowej świdnickiego Aeroklubu. W latach 1957–1960 pełnił funkcję starszego instruktora szybowcowego i samolotowego w Wyczynowej Szkole Szybowcowej w Jeżowie. W 1959 zdał maturę w liceum w Jeleniej Górze, a kilka miesięcy później otrzymał Diamentową Odznakę Szybowcową nr 42 za przewyższenie 5600 m (w Jeżowie), przelot docelowy 345 km ze Świdnika do Ostrowa Wielkopolskiego i przelot otwarty 515 km z Jeżowa do Ustianowej.

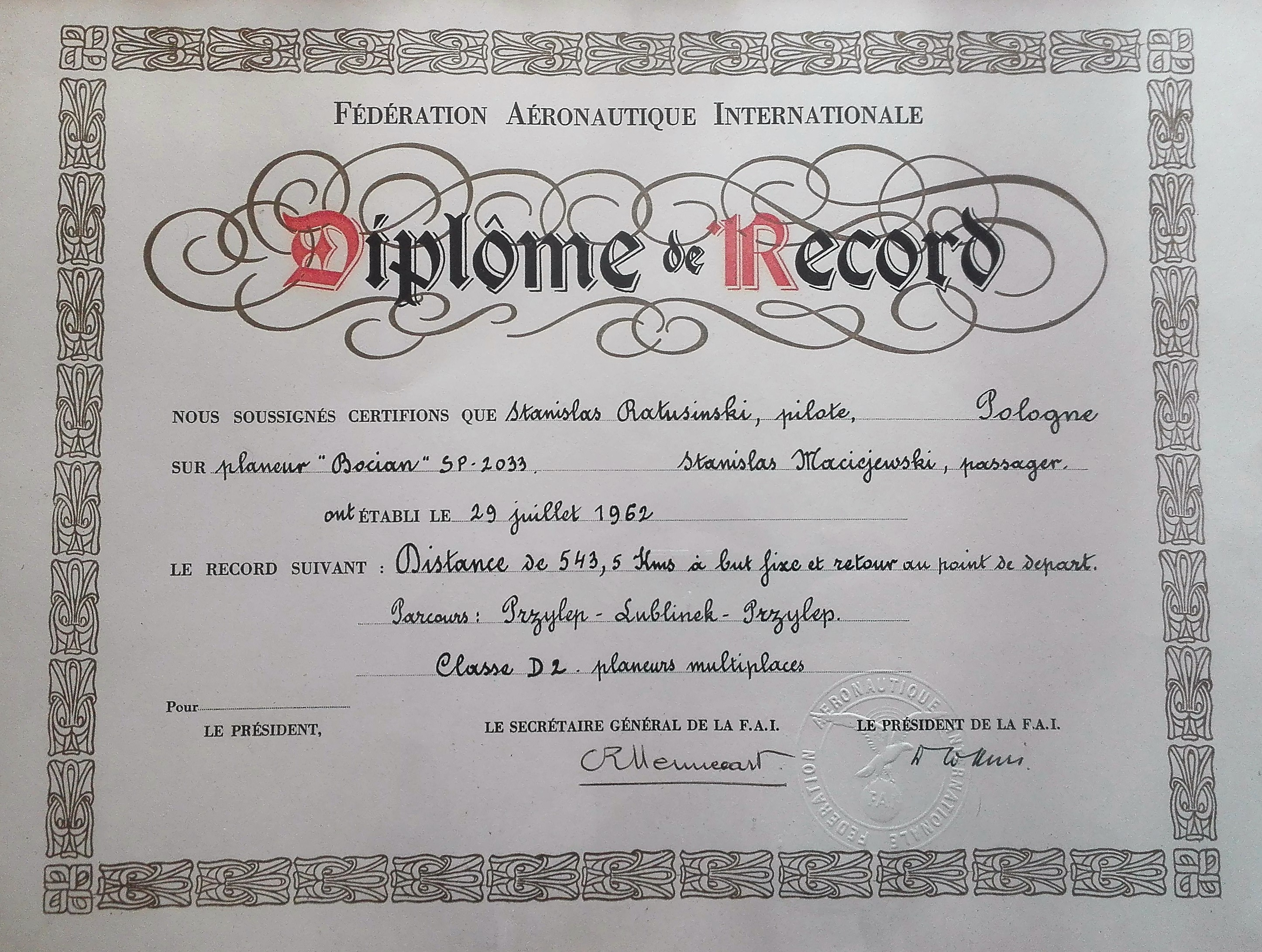
Rekord Świata, Stanisław Ratusiński, Dyplom FAI, 1962 rok

Rok później został szefem wyszkolenia w Aeroklubie Ziemi Lubuskiej w Zielonej Górze. Tam też 29 czerwca 1962 ustanowił rekord świata: przelot docelowy i powrót z pasażerem na Bocianie SP 2033. Podczas lotu na trasie Przylep – Lublinek - Przylep pokonał dystans 543,5 km. W tym samym roku został mianowany podporucznikiem w korpusie osobowym oficerów lotnictwa. Jako rekordzista świata i ceniony instruktor szybowcowy był wtedy u szczytu kariery, ale nie mógł uzyskać zgody przełożonych na rozpoczęcie wyższych studiów. Mimo to, w 1967 roku zdał egzaminy wstępne i rozpoczął studia zaoczne w Wyższej Szkole Wychowania Fizycznego w Poznaniu. W 1972 roku obronił pracę magisterską o sprawności ogólnej pilotów szybowcowych. Władze Aeroklubu Ziemi Lubuskiej zdegradowały świeżo upieczonego magistra z funkcji kierowniczej i nie wyraziły zgody na otwarcie przewodu doktorskiego. Ostatecznie Stanisław Ratusiński odszedł z lotnictwa w 1974 roku.   
W latach 1974–1986 pracował jako główny specjalista ds. rehabilitacji w Zespole Uzdrowisk Kłodzkich w Dusznikach Zdroju. W 1978 roku uzyskał na AWF w Poznaniu tytuł doktora nauk wychowania fizycznego (rozprawa doktorska pt. (...) Usprawnianie chorych po zawale mięśnia sercowego metodą treningu interwałowego). Swoją autorską metodę rehabilitacji kardiologicznej dr Ratusiński propagował i rozwijał do końca życia.
W roku 1987 otrzymał propozycję pracy dydaktycznej w Wyższej Szkole Pedagogicznej w Zielonej Górze (WSP) i rozpoczął prowadzenie zajęć ze studentami. W tym czasie prowadził także prywatną praktykę i wydał dwie książki: w 1991 nakładem własnym monografię Rehabilitacja rodzinna, a w 1994 nakładem WSP pozycję Rewalidacja: samousprawnianie.

## Życie prywatne

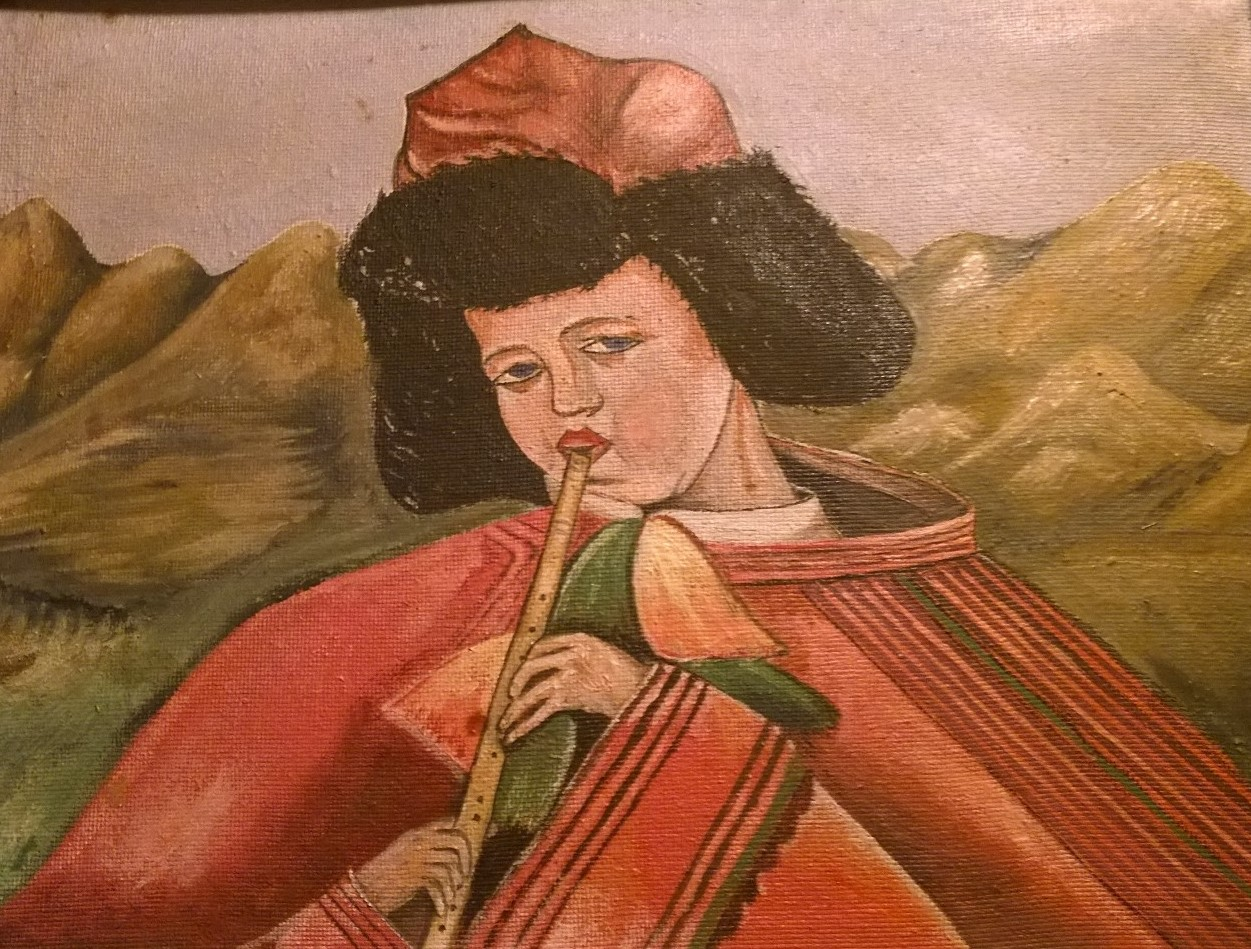
Marian Ratusiński, Chłopiec, wg Chłopca z Fujarką Zofii Stryjeńskiej.

Stanisław ożenił się w wieku 25 lat z szybowniczką Stefanią Hozakowską. Małżeństwo trwało trzy lata i zakończyło się rozwodem w 1963 roku. Drugie małżeństwo z Danutą Ratusińską z domu Comi (ur. 24 października 1944 w Kalwarii Zebrzydowskiej, zm. 31 lipca 2000 w Zielonej Górze), zawarł w 1964 roku. Z tego związku miał jedną córkę Ewę, z zawodu scenarzystkę.
Zmarł w 2001 roku w wieku 66 lat, niecały rok po śmierci żony.